# Arrependimento
 (août 2016).
Si vous disposez d'ouvrages ou d'articles de référence ou si vous connaissez des sites web de qualité traitant du thème abordé ici, merci de compléter l'article en donnant les références utiles à sa vérifiabilité et en les liant à la section « Notes et références ».
Singles
Arrependimento est un premier EP officiel du groupe Best Life Music composé de Young Dany, G Kiboko, Young Jpy, Mc Vitaa & Gms El Magnifico. Cet album est sorti le 25 janvier 2014 dans les bacs et disponible en téléchargement. La production de l'album a été assurée par Amir Mugisha, Pitchen, Innocent, Pistols Beatz et Kook K. Les 10 titres de l'album comporte des apparitions de R Flow, Jay Fire, Gaga Blue, Terry West, Miss Erica et Sat-B. L'album a été suivi par un single Never Sleep  ft patient Matabaro.

## Liste des pistes
| 1.    | Descrimination (featuring R Flow)                | Innocent      | 5:09 |
| 2.    | Time is now (featuring Jay Fire)                 | Innocent      | 5:15 |
| 3.    | Tonight                                          | Amir Mugisha  | 6:30 |
| 4.    | Enjoy                                            | Amir Mugisha  | 3:36 |
| 5.    | Mon Hip Hop (featuring Gaga blue and Terry West) | Innocent      | 4:13 |
| 6.    | Urukundo                                         | Pitchen       | 3:43 |
| 7.    | Arrependimento                                   | Kook K        | 3:08 |
| 8.    | Don't Stop (featuring Miss Erica)                | Kook K        | 4:00 |
| 9.    | Big Pain                                         | Innocent      | 3:51 |
| 10.   | The Champion (featuring Sat-B)                   | Pistols Beatz | 3:57 |
| 43:22 |                                                  |               |      |

## Clips
- Urukundo
- Big Pain

## Personnel
- Best Life Music - Artiste principal
- R Flow - Artiste en Collaboration
- Jay Fire - Artiste en Collaboration
- Gaga Blue - Artiste en Collaboration
- Terry West - Artiste en Collaboration
- Miss Erica - Artiste en Collaboration
- Sat-B - Artiste en Collaboration
- Innocent - Producteur
- Amir Mugisha- Producteur
- Kook K - Producteur
- Pistols Beatz - Producteur
- Pitchen - Producteur
- Technology Films (Andyllaire) - Réalisateur
- Kent-P - Réalisateur